# Министр транспорта США
Министр транспорта США (англ. United States Secretary of Transportation) — глава министерства транспорта США, член кабинета США и четырнадцатый по порядку замещения президента США. Должность появилась 15 октября 1966 года, когда президент Линдон Джонсон подписал указ о создании министерства транспорта. Миссией департамента транспорта является «служба государству путём обеспечения быстрой, безопасной, эффективной, доступной и удобной транспортной системы, которая отвечает национальным интересам и улучшает качество жизни жителей государства, в наши дни и в будущем». Министр транспорта курирует одиннадцать федеральных агентств, включая Федеральное управление гражданской авиации США и Национальное управление безопасностью движения на трассах.
Первым министром транспорта в истории США стал Алан Бойд, предложенный Линдоном Джонсоном. Первой женщиной, занимавшей данную должность, была Элизабет Доул, назначенная Рональдом Рейганом, первым афроамериканцем на посту стал Уильям Коулман при президенте Джеральде Форде, первым латиноамериканцем — Федерико Пенья, в правительстве Билла Клинтона. Дольше всех, пять с половиной лет, должность занимал американец японского происхождения Норман Минета, а меньше всех, всего 11 месяцев, проработал Эндрю Кард. Нил Голдшмидт, назначенный на пост в возрасте 39 лет, был самым молодым министром, а Норман Минета, ушедший в отставку в возрасте 74 лет — самым пожилым.

## Список министров транспорта США
Партия
 Демократическая           
 Республиканская     
Статус
 Исполняющий обязанности министра     
| №     | Портрет   | Министр               | Штат проживания   | Пребывание в должности | Пребывание в должности | Президент     | Президент          |
| ----- | --------- | --------------------- | ----------------- | ---------------------- | ---------------------- | ------------- | ------------------ |
| 1     | Бойд      | Алан Бойд             | Флорида           | 16 января 1967         | 20 января 1969         |               | Линдон Джонсон     |
| 2     | Волпи     | Джон Волпи            | Массачусетс       | 22 января 1969         | 2 февраля 1973         |               | Ричард Никсон      |
| 3     | Брайнгар  | Клод Брайнгар         | Калифорния        | 2 февраля 1973         | 1 февраля 1975         |               | Ричард Никсон      |
| 3     | Брайнгар  | Клод Брайнгар         | Калифорния        | 2 февраля 1973         | 1 февраля 1975         | Джеральд Форд |                    |
| 4     | Коулман   | Уильям Коулман        | Пенсильвания      | 7 марта 1975           | 20 января 1977         |               |                    |
| 5     | Адамс     | Брок Адамс            | Вашингтон         | 23 января 1977         | 20 июля 1979           |               | Джимми Картер      |
| 6     | Голдшмидт | Нил Голдшмидт         | Орегон            | 15 августа 1979        | 20 января 1981         |               | Джимми Картер      |
| 7     | Льюис     | Эндрю Льюис           | Пенсильвания      | 23 января 1981         | 1 февраля 1983         |               | Рональд Рейган     |
| 8     | Доул      | Элизабет Доул         | Канзас            | 7 февраля 1983         | 30 сентября 1987       |               | Рональд Рейган     |
| 9     | Бёрнли    | Джеймс Бёрнли IV      | Северная Каролина | 3 декабря 1987         | 20 января 1989         |               | Рональд Рейган     |
| 10    | Скиннер   | Сэмюэл Скиннер        | Иллинойс          | 6 февраля 1989         | 13 декабря 1991        |               | Джордж Буш—старший |
| 11    | Кард      | Эндрю Кард            | Массачусетс       | 24 февраля 1992        | 20 января 1993         |               | Джордж Буш—старший |
| 12    | Пенья     | Федерико Пенья        | Колорадо          | 21 января 1993         | 14 февраля 1997        |               | Билл Клинтон       |
| 13    | Слейтер   | Родни Слейтер         | Арканзас          | 14 февраля 1997        | 20 января 2001         |               | Билл Клинтон       |
| 14    | Минета    | Норман Минета         | Калифорния        | 25 января 2001         | 7 августа 2006         |               | Джордж Буш—младший |
| 15    | Питерс    | Мэри Питерс           | Аризона           | 17 октября 2006        | 20 января 2009         |               | Джордж Буш—младший |
| 16    | ЛаХуд     | Рэй ЛаХуд             | Иллинойс          | 23 января 2009         | 2 июля 2013            |               | Барак Обама        |
| 17    | Фокс      | Энтони Фокс           | Северная Каролина | 2 июля 2013            | 20 января 2017         |               | Барак Обама        |
| и. о. | Хуэрта    | Майкл Хуэрта          | Калифорния        | 20 января 2017         | 31 января 2017         |               | Дональд Трамп      |
| 18    | Чао       | Элейн Чао             | Кентукки          | 31 января 2017         | 11 января 2021         |               | Дональд Трамп      |
| и. о. | Брэдбери  | Стивен Джилл Брэдбери | Орегон            | 11 января 2021         | 20 января 2021         |               | Дональд Трамп      |
| и. о. |           | Лана Хёрдл            | Виргиния          | 20 января 2021         | 3 февраля 2021         |               | Джо Байден         |
| 19    | Буттиджич | Пит Буттиджич         | Индиана           | 3 февраля 2021         | 20 января 2025         |               | Джо Байден         |
| 20    | Чао       | Шон Даффи             | Висконсин         | 28 января 2025         |                        |               | Дональд Трамп      |

## Порядок замещения министра транспорта США
На случай нетрудоспособности министра транспорта, определён следующий порядок заместителей:
1. Первый заместитель министра транспорта США
2. Заместитель министра транспорта по вопросам политики
3. Генеральный консул
4. Помощник министра по вопросам бюджета и программ
5. Помощник министра по вопросам транспортной политики
6. Помощник министра по правительственным делам
7. Помощник министра по вопросам авиации и международным делам
8. Помощник министра по вопросам администрации
9. Глава Федерального управления автомагистралей США
10. Глава Федерального управления гражданской авиации США
11. Глава Федерального управления по безопасности механизированных транспортных средств США[англ.]
12. Глава Федерального управления железных дорог США
13. Глава Федерального управления по транзиту США
14. Глава Управления морского транспорта США[англ.]
15. Глава Управления по безопасности трубопроводов и перемещению опасных материалов[англ.]
16. Глава Национального управления по безопасности движения на трассах
17. Глава Управления исследований и инновационных технологий[англ.]
18. Глава управления Saint Lawrence Seaway Development Corporation[англ.]
19. Управляющий южным регионом Федерального управления федеральных автомагистралей США
20. Директор центра информационных ресурсов в Лейквуде, штат Колорадо, входящего в Федеральное управление автомагистралей США
21. Управляющий северо-западным горным регионом Федерального управления гражданской авиации США